# Cartea a doua a lui Samuel
Cartea a doua a lui Samuel (abreviat Samuel 2) este o carte din Vechiul Testament. Cele două cărți ale lui Samuel (ebraică: Sefer Sh'muel ספר שמואל) fac parte dintr-o serie de cărți istorice (Iosua, Judecători, Samuel și Regi) care alcătuiesc o istorie teologică a israeliților care afirmă și explică legea lui Dumnezeu pentru Israel sub îndrumarea profeților.

## Rezumat
A doua carte a lui Samuel evocă domnia de 40 de ani a păstorului David, pe care Dumnezeu l-a însoțit pretutindeni, căruia i-a nimicit toți vrăjmașii (filisteni, amaleciți, Hadadezer, sirieni, edomiți, moabiti), „ca să nu mai fie tulburat, ca să nu -l mai apese cei răi ca mai înainte” și ca pe vremea judecătorilor, făcându-l faimos și dându-i  odihnă prin izbăvirea de vrăjmași. Iar în interior, cartea surprinde declinul casei lui Saul (Iș-Boșet) și înfrângerea rebeliunii fiului lui David, Absalom.

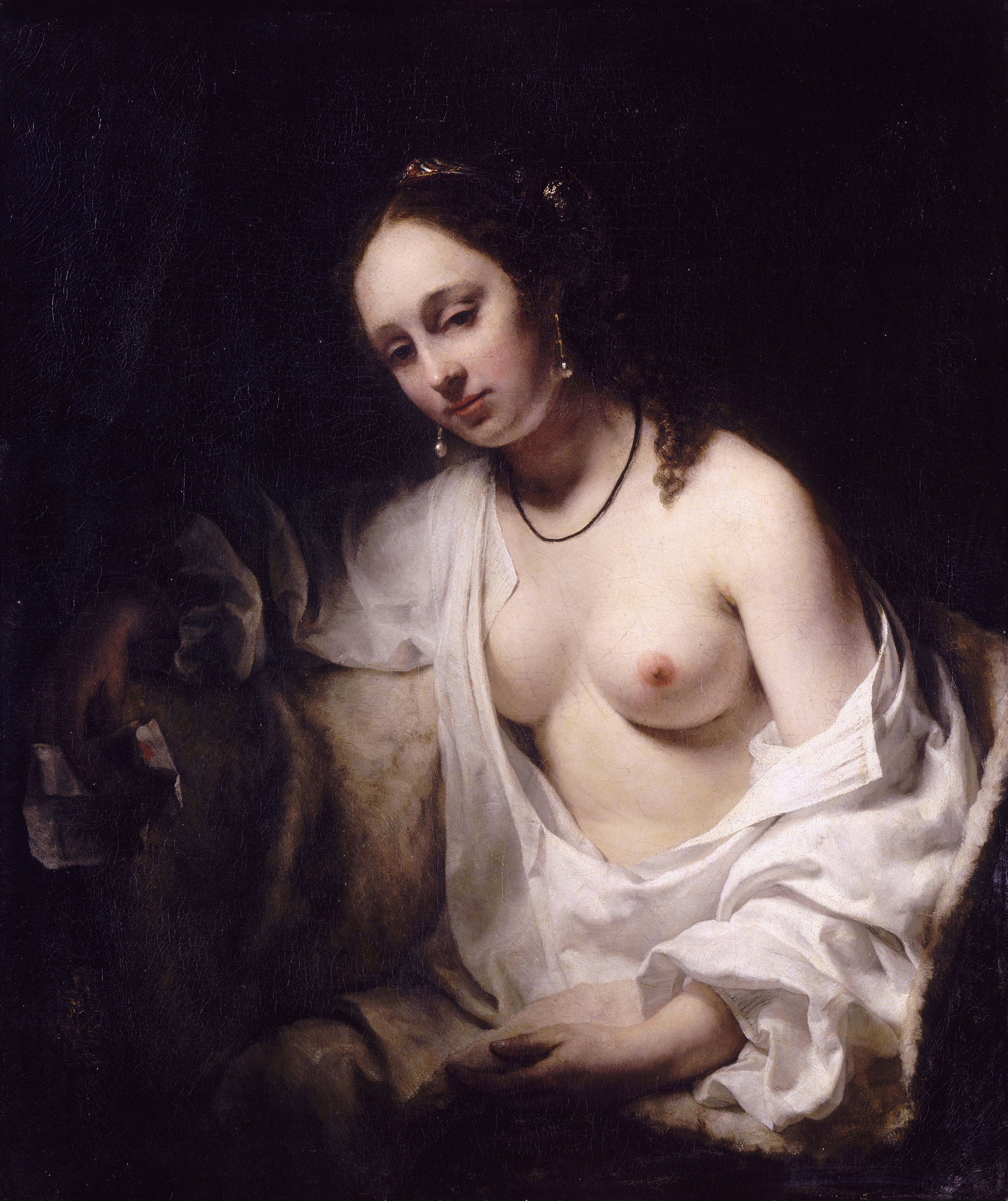
Batșeba primeşte scrisoarea lui David. Willem Drost

Fermecat de frumusețea lui Batșeba, nevasta lui Urie hititul, care se îmbăia, David, proaspăt sculat dintr-un somn de după-amiază, se culcă cu aceasta și, aflând că aceasta are un copil, încearcă să-și acopere păcatul trimițându-l pe Urie acasă. La refuzul repetat al acestuia, ordonă comandantului său de oști, Ioab, să-l pună pe Urie în cel mai greu loc al luptei cu amoniții și apoi să-l părăsească acolo, ca să fie omorât. Deși Ioab nu aplică ordinul, ba dimpotrivă, îl pune pe Urie într-un loc apărat de viteji, acesta moare. Natan, proorocul, îl acuză pe David de desfrânare și de faptul că a ucis pe Urie „cu sabia fiilor lui Amon” (căci intenția de a-l ucide echivala tot cu o ucidere, în același mod în care Iisus va spune că a te uita la o femeie poftind-o înseamnă că respectivul a și preacurvit în inima sa- Matei 5.28). Dumnezeu îl pedepsește prin promisiunea ne-îndepărtării sabiei din casa lui, prin luarea și necinstirea nevestelor sale în văzul tuturor (ceea ce va face Absalom) și, pentru că a făcut pe vrăjmașii Domnului să-L hulească, prin moartea fiului.
Cartea conține și tragică poveste a unui viol incestuos. Chinuit și îmbolnăvit de iubire, Amnon, fiul lui David, o siluiește pe frumoasă sa sora vitregă, Tamar, ajungând s-o urască mai mult decât a iubit-o; apoi o izgonește. Pentru acesta mișelie, Absalom, fratele Tamarei, îl ucide pe Amnon.
Cartea aduce în prim-plan pe foarte bogatul și înțeleptul Barzilai, Galaaditul, pe blasfematorul împăratului, Șimei, pe crudul Ioab (care-i ucide fără rost pe Abner și Amasa), pe Mical care l-a disprețuit în inima ei pe David, soțul ei, pentru că, la aducerea chivotului, jucând, s-a descoperit înaintea slujnicelor supușilor lui, „cum s-ar descoperi un om... de nimic!”,  pe răzvrătitul Absalom, vestit pentru frumusețea sa.